# Bandolero
«Bandolero» (с исп. — «Бандит») — песня, записанная бельгийской группой Paradisio. В октябре 1996 года она была выпущена как второй сингл с дебютного альбома Paradisio. Он достиг топ-20 чарта в Бельгии. В марте 1998 года он был переиздан но уже во всей Европе.

## Список композиций
- «Bandolero» (Discoteca Action Remix) — 7:05
- «Bandolero» (Discoteca Action Remix — Short Mix) — 4:13
- «Bandolero» (After Party Remix) — 6:00
- «Bandolero» (Video Edit) — 3:54
- «Bandolero» (U.S. Power Club Remix) — 7:43

## Чарты

### Еженедельные чарты
| Чарт (1996–1998)               | Пиковая позиция |
| ------------------------------ | --------------- |
| Бельгия/Фландрия (Ultratop 50) | 19              |
| Бельгия/Валлония (Ultratop 50) | 21              |
| Франция (SNEP)                 | 92              |
| Италия (FIMI)                  | 14              |

### Годовые чарты
| Чарт (1998)   | Позиция |
| ------------- | ------- |
| Италия (FIMI) | 81      |